# Guido Haazen
Guido Haazen (Antwerpen, 27 september 1921 – Bonheiden, 20 augustus 2004) was een veelzijdig Belgisch kunstenaar, die in de tijd dat hij missionaris was in Belgisch-Congo, zo'n cruciale rol speelde bij het ontstaan van de Missa Luba dat hij vaak als de componist ervan wordt beschouwd.

## Biografie
Guido Haazen heette eigenlijk Maurits Jan Lodewijk Haazen. Hij werd geboren in een talrijke en muzikale familie, waarin polyfonisten als Palestrina en Lassus, alsook Bach gezongen werden. Na zijn middelbare school in Lokeren trad hij in 1941 in bij de Franciscanen. Tijdens zijn noviciaat nam hij de kloosternaam Guido aan, waaronder hij bekend werd, en die hij zijn leven lang bleef gebruiken. Na zijn priesterwijding in 1947 studeerde en werkte hij nog twee jaar in Turnhout. Daar kreeg hij de opdracht een koor te vormen, waaraan hij de naam "De Troubadours" gaf, zoals aan alle koren die hij zou oprichten.
Eigenlijk wilde hij als missionaris naar China vertrekken. Maar nadat hij drie jaar vergeefs op toelating gewacht had – in Eeklo, waar hij twee koren oprichtte en leidde, een knapenkoor en een kerkkoor – stemde hij ermee in naar Belgisch-Congo te gaan. Hij werd rond Pasen 1953 gezonden naar de Sint-Bavomissie in Kamina, waar de Franciscanen een jongensschool hadden, die hij moest leiden, en waar hij ook verantwoordelijk was voor de muziek. Het was tijdens die periode van zijn leven dat de Missa Luba ontstond.
In mei 1960 keerde Guido Haazen terug naar België, en ging aan het Koninklijk Vlaams Conservatorium Antwerpen muziekpedagogie, -geschiedenis en -theorie studeren. In 1962 werd hij leraar aan het huis van de Franciscanen in Genk; hij gaf er godsdienst, pedagogie, en natuurlijk muziek. Ook daar vormde hij een koor. Hij verliet de Orde der Franciscanen in 1965, en vond werk als vertaler. In 1966 trouwde hij met Liesje Aendekerk. Met z'n tweeën zorgden zij voor acht jonge pleegkinderen (9 maanden tot 8 jaar), die zij in hun huis opnamen en opvoedden tot ze volwassen waren.
Na zijn pensionering in 1979 wijdde hij zich met veel overgave aan zijn kunstenaarsactiviteiten. Hij componeerde nog regelmatig en hij schilderde. Hij volgde een opleiding pottenbakken aan het RIKA (Rijksinstituut voor Kunst-Ambachten, thans het IKA, het Instituut voor Kunst en Ambacht), en werd een gewaardeerd keramist, die zichzelf ook de Raku-techniek aanleerde, en die regelmatig zijn keramisch werk tentoonstelde. Hij was tevens een gedreven en zeer bekwaam fotograaf. Hij was mede-oprichter en bezieler van het fotokollektief Kritika, waarmee hij regelmatig tentoonstelde. In 1985 werd een reeks foto's van artiesten door Guido Haazen geselecteerd voor een rondreizende fototentoonstelling in Vlaanderen. De foto's in de dichtbundel Zo wens ik je dan vriendschap van zijn echtgenote Liesje Aendekerk zijn van hem; het boek werd onder hun beider naam gepubliceerd. Beeldspraak 2004 was de laatste tentoonstelling van "zijn" fotokollektief Kritika die hij kon bijwonen; hij zat toen al in een rolstoel.
Guido Haazen overleed thuis in Bonheiden.